# Östermalm
Östermalm è una delle 14 circoscrizioni amministrative di Stoccolma, in Svezia.

## Geografia fisica
Sorge su un'area con estensione pari a 2,56 km², la quale è composta principalmente dai seguenti distretti:

Hjorthagen, Ladugårdsgärdet, Djurgården, Norra Djurgården e quello omonimo di Östermalm.

## Storia
Quest'area era in principio utilizzata dal re Eric di Pomerania, che stabilì qui una stalla reale a partire dai primi anni del XV secolo. Dal XVII secolo fu esteso anche ai cittadini il permesso di mantenere qui il loro bestiame. Nel 1639 alcune zone diventarono edificabili, mentre nel 1672 la parte orientale diventò un campo di addestramento militare. Durante i successivi 200 anni alcuni ufficiali superiori vissero qui, ma la maggior parte della popolazione viveva in povertà.
Intorno all'anno 1880 si ebbe un nuovo piano urbanistico, che previde la costruzione di nuove strade e viali che si allinearono all'edificazione di eleganti case da 4-6 piani, in sostituzione delle abitazioni rurali all'epoca presenti. Anche la vecchia denominazione ufficiale Ladugårdslandet (traducibile in "terra del fienile") fu sostituita con la moderna Östermalm.
Essendo lo Stato proprietario di più edifici pubblici nel distretto, per secoli una serie di musei, istituti di istruzione superiori ed ambasciate hanno avuto, ed hanno tuttora, base a Östermalm. Ai giorni nostri è considerata un'area residenziale agiata, dove i prezzi delle case sono i più alti di tutto il Paese.
Al 31 dicembre 2007 la popolazione ammontava a 61.928 abitanti, per una densità media di 24.190 persone per km².

## Galleria d'immagini

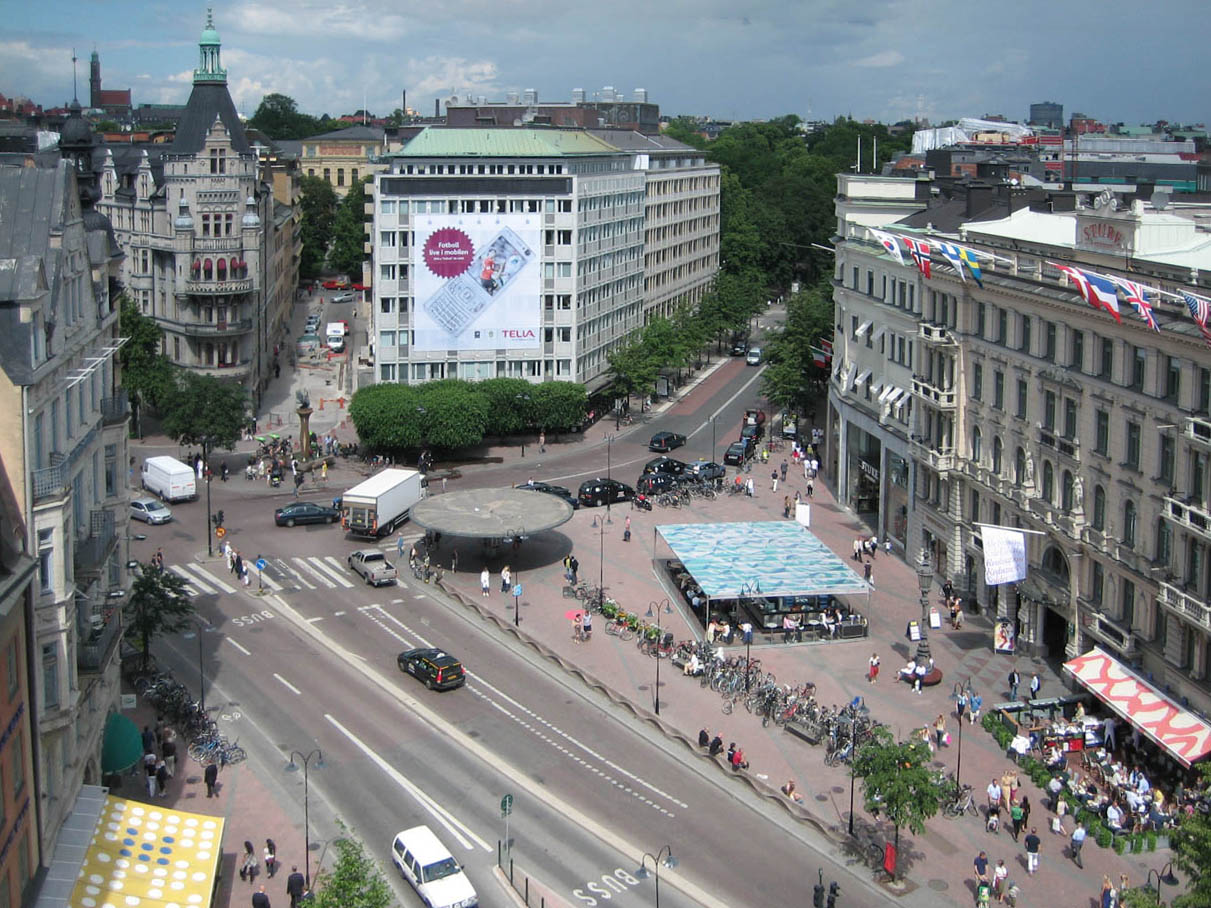
Stureplan dall'alto
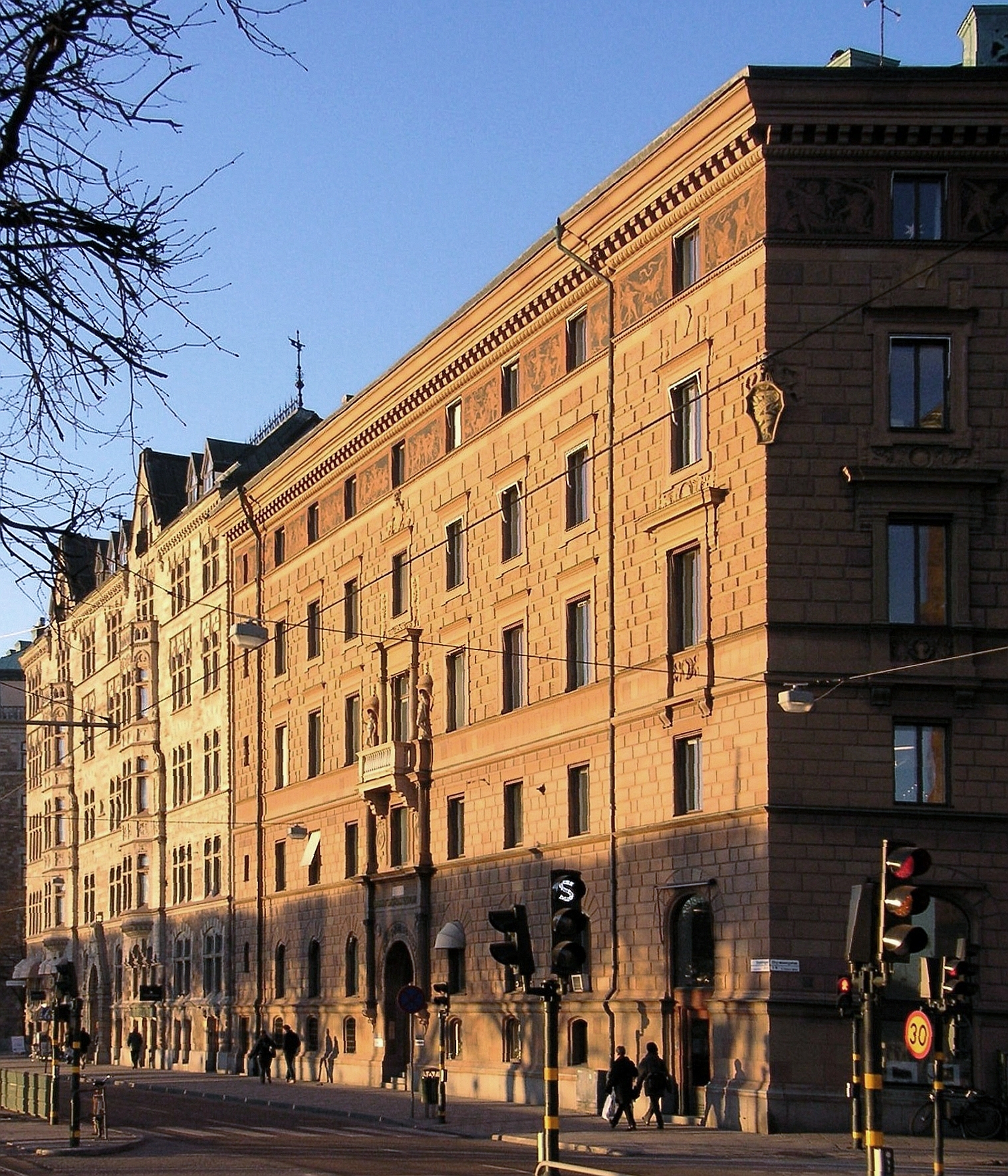
Strandvägen
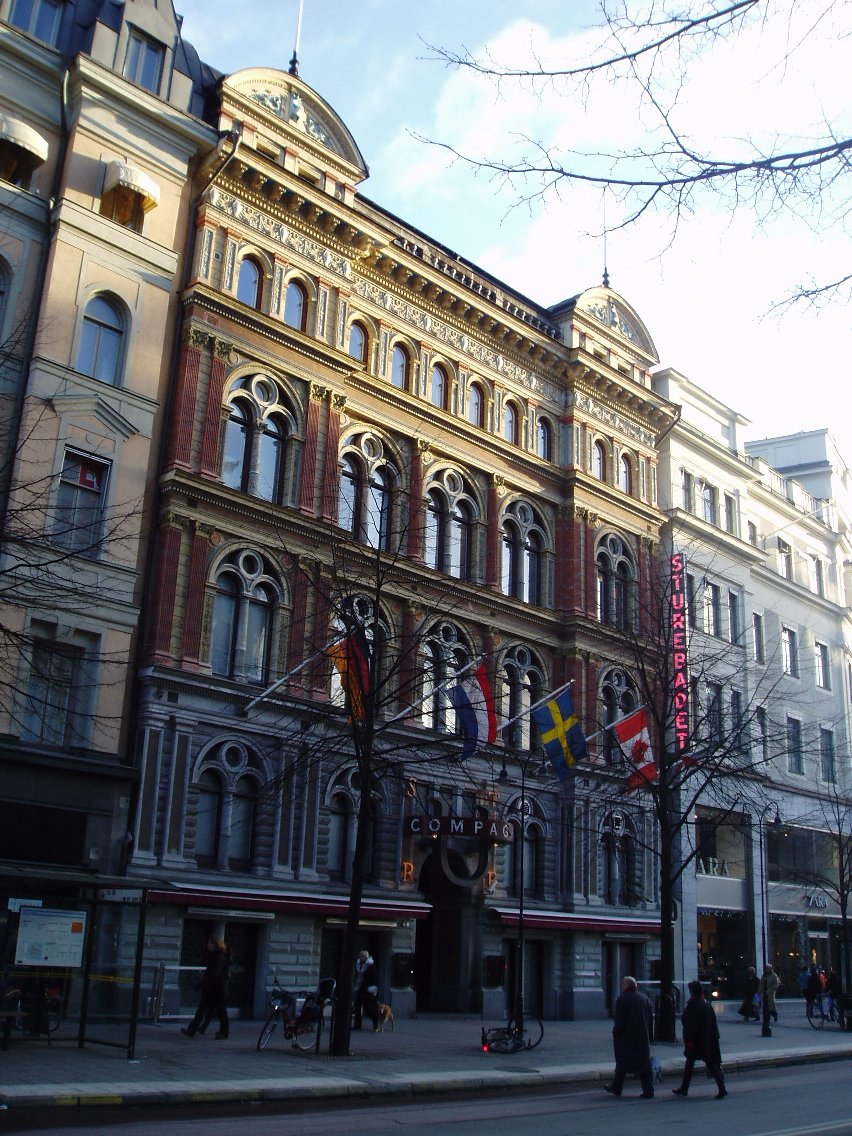
Sturebadet
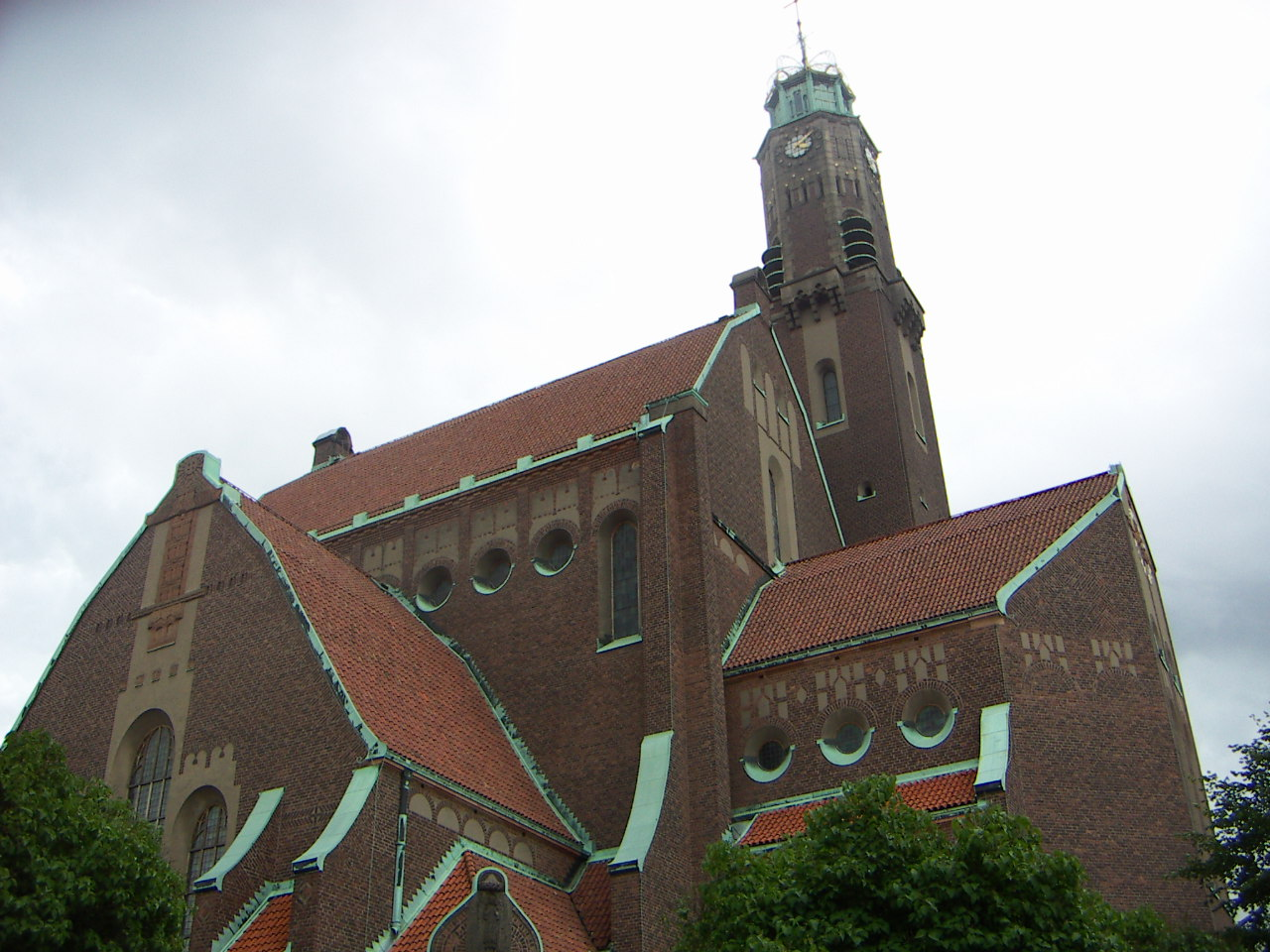
Engelbrektskyrkan